# Centropogon zamorensis
Centropogon zamorensis är en klockväxtart som beskrevs av Jeppesen. Centropogon zamorensis ingår i släktet Centropogon och familjen klockväxter. Inga underarter finns listade i Catalogue of Life.